# Významný krajinný prvek
Významný krajinný prvek (VKP) je ekologicky, geomorfologicky nebo esteticky hodnotná část krajiny, která utváří její typický vzhled nebo přispívá k udržení její stability. V různých zemích může být definován různě, a může se jednat o všechny lesy, rašeliniště, vodní toky, rybníky, jezera a údolní nivy. Významným krajinným prvkem jsou dále jiné části krajiny, zejména mokřady, stepní trávníky, remízky, meze, trvalé travní plochy, naleziště nerostů a zkamenělin, umělé i přirozené skalní útvary, výchozy a odkryvy. Mohou to být i cenné plochy porostů, sídelních útvarů včetně historických zahrad a parků. Nejde však nikdy o přísněji chráněnou část přírody.

Takto chráněno může být i celé území státu.

## Podle zemí
- Významný krajinný prvek v Česku
- Významný krajinný prvek na Slovensku (Chránený krajinný prvok)
- Významný krajinný prvek v Polsku